# Kvinnohus
Ett kvinnohus kan dels vara en samlingslokal eller ett allaktivitetshus för kvinnoorganisationer, dels en jourverksamhet och skyddat boende för misshandlade kvinnor och deras barn. I Sverige började kvinnohus och kvinnojourer etableras vid slutet av 1970-talet av kvinnorörelsen.

## Begreppet kvinnohus
KvinnSam vid Göteborgs universitet och Nationalencyklopedin skiljer på begreppen kvinnohus och kvinnojour. Enligt dem är kvinnohus allaktivitetshus för kvinnorörelsen och offentliga möteslokaler för kvinnor. Med kvinnojour menas kris- och jourveksamhet för utsatta kvinnor. Men eftersom många kvinnohus drivs av kvinnojourer används ofta ordet kvinnohus synonymt med kvinnojour i dagligt tal och media.

## Sverige
Kvinnohus finns i de flesta större svenska städer. De finansieras med bidrag – övervägande från offentliga medel – men drivs av oberoende personer och organisationer. Driften sköts oftast av en kvinnojour, det vill säga en grupp kvinnor som turas om att svara i telefon, ta emot drabbade kvinnor, samla in pengar med mera. På kvinnohusen finns oftast tillgång till rådgivande samtal, skyddat boende och hjälp med praktiska problem. Många kvinnohus kan nås via antingen telefon eller över Internet. 
Det finns två övergripande organisationer i Sverige för kvinnojourer och kvinnohus: ROKS och Unizon.

### Historia
Vad som kan kallas Sveriges första kvinnohus med hjälpverksamhet för utsatta kvinnor startades 1914 av Stiftelsen Unga Kvinnors Värn (UKV). Verksamheten drevs av Sankt Jakobs församling och Ersta diakoni i Stockholm, med syftet att ge stöd åt yngre kvinnor som utsatts för våld, hot eller sexuella övergrepp. Framförallt sökte man upp kvinnor som riskerade att hamna i prostitution och erbjöd tillfälligt boende för dem i nöd. UKV är än idag en aktiv organisation.
De flesta kvinnohusen etablerades vid slutet av 1970-talet. Det första kvinnohuset, i betydelsen av en lokal där kvinnor kan mötas och bedriva politiska, sociala och kulturella aktiviteter, grundades av föreningen Kvinnocentrum i Göteborg 1978. Kvinnohuset fick sina lokaler i det gamla apoteket Måsen i Gamlestan och erhöll ekonomiskt stöd från kommunen.
I Stockholm etablerades Kvinnohuset på Snickarbacken 1979, av organisationer som Grupp 8 och Lesbisk Front. Norrköping fick ett kvinnohus 1982 och Umeå 1986.
Inom kvinnohusen bildades grupper som bedrev telefonjour och stödverksamhet för utsatta kvinnor. Dessa kvinnojourer delade information och erfarenheter, och 1984 bildade de Riksorganisationen för kvinnojourer i Sverige (Roks).  År 1996 lämnade sexton kvinnojourer Roks och bildade Sveriges Kvinnojourers Riksförbund (SKR). SKR bytte 2015 namn till Unizon.